# Siaugues-Sainte-Marie
Siaugues-Sainte-Marie ist eine französische Gemeinde mit 827 Einwohnern (Stand 1. Januar 2022) im Département Haute-Loire in der Region Auvergne-Rhône-Alpes (vor 2016 Auvergne). Sie gehört zum Arrondissement Brioude und zum Kanton Gorges de l’Allier-Gévaudan.

## Geographie
Siaugues-Sainte-Marie liegt etwa 24 Kilometer westnordwestlich von Le Puy-en-Velay. Im Nordwesten verläuft das Flüsschen Fioule zum Allier.

### Nachbargemeinden
Umgeben ist Siaugues-Sainte-Marie von den Nachbargemeinden Vissac-Auteyrac im Norden und Nordwesten, Saint-Jean-de-Nay im Osten, Saint-Bérain im Süden, Saint-Julien-des-Chazes im Südwesten sowie Saint-Arcons-d’Allier im Westen.

## Bevölkerungsentwicklung
| Jahr                       | 1962 | 1968 | 1975 | 1982 | 1990 | 1999 | 2006 | 2011 | 2017 |
| -------------------------- | ---- | ---- | ---- | ---- | ---- | ---- | ---- | ---- | ---- |
| Einwohner                  | 905  | 883  | 1012 | 954  | 832  | 798  | 796  | 795  | 799  |
| Quellen: Cassini und INSEE |      |      |      |      |      |      |      |      |      |

## Sehenswürdigkeiten

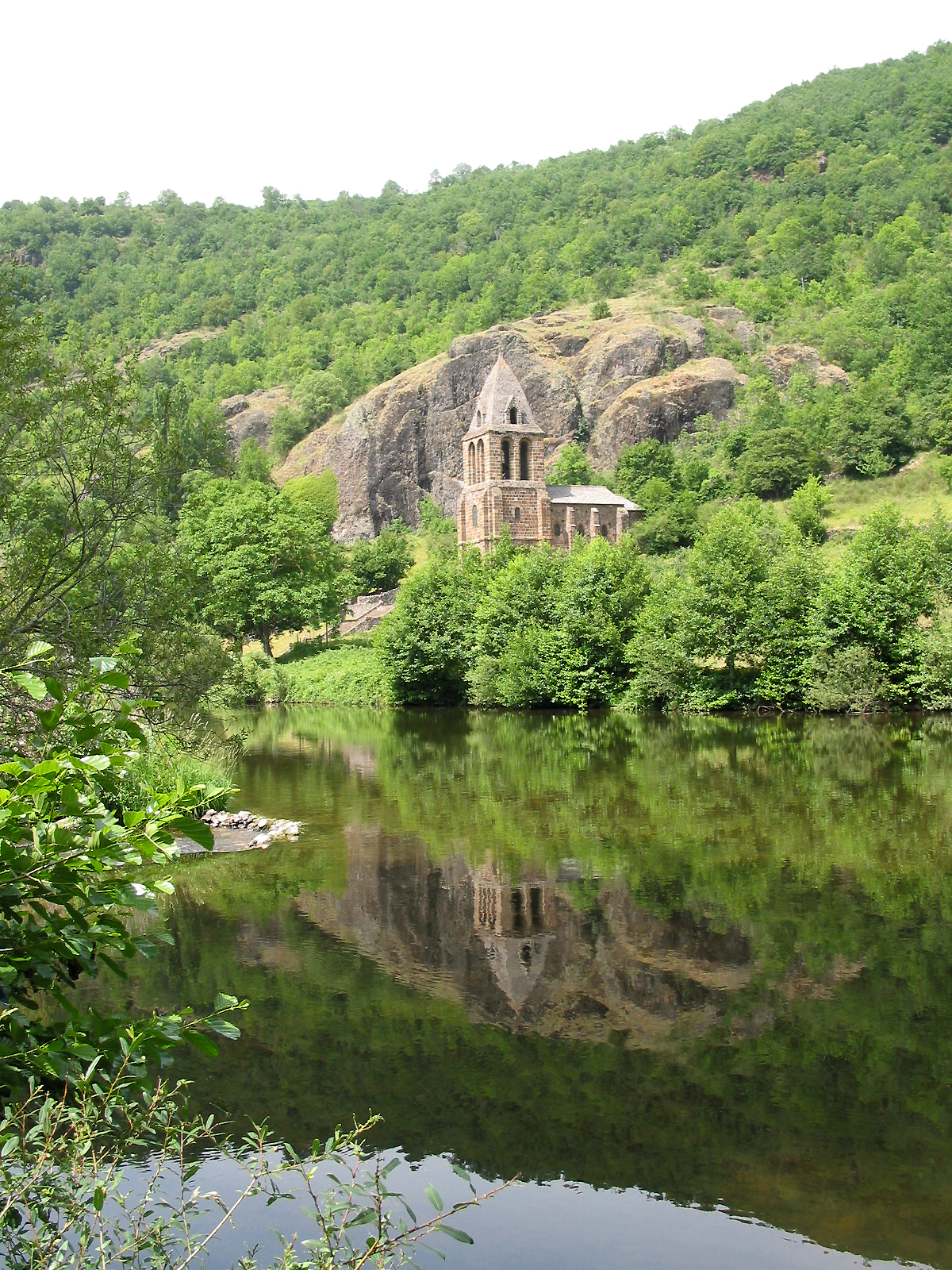
Kapelle Notre-Dame im Ortsteil Sainte-Marie-des-Chazes am Flussufer des Allier

- Kirche Saint-Pierre im Ortsteil Siaugues-Saint-Romain
- Kapelle Saint-Jacques (ehemalige Kirche Saint-Blaise im Ortsteil Lespitalet)
- Kapelle Notre-Dame  im Ortsteil Sainte-Marie-des-Chazes
- Burgruine von Saint-Romain